# Kravat
Kravat er et halsbind, færdigbundet slips eller andet klæde traditionelt båret af mænd til at binde om halsen, oftest dekorativt. Kravatten kaldes undertiden også en ascot. 